# Друман, Вильгельм
Карл-Вильге́льм-А́вгуст Дру́ман (нем. Wilhelm Karl August Drumann; родился 11 июня 1786 года, Данштедт, Хальберштадт, Пруссия — умер 29 июля 1861 года, Кёнигсберг, Пруссия) — немецкий историк теологии и философии, археолог, профессор, доктор исторических наук.

## Биография
Изучал богословие и философию в Университете Галле. После получения докторской степени в Гельмштедтском университете, с 1810 работал преподавателем гимназии в Галле, затем в 1812 стал профессором. Читал курс истории древнего мира в университете. В 1817 назначен адъюнкт-профессором в Кёнигсбергском университете (Альбертина), был библиотекарем университетской библиотеки, с 1821 — полный профессор в Кёнигсберге.
Среди его наиболее известных студентов в университете были Георг Фогт, Фердинанд Грегоровиус и Карл Нойман.

## Научная деятельность
Занимался исследованием древней истории под влиянием трудов исследователей античности Фридриха Августа Вольфа и Эдварда Гиббона.

## Избранная библиография
Его наиболее важными работами стали «Geschichte Roms in seinem Übergang von der republikanischen zur monarchischen Verfassung, oder: Pompeius, Caesar, Cicero und ihre Zeitgenossen» (История Рима в его переход от республики к монархии, или: Помпей, Цезарь, Цицерон и их современники) в 6 томах (1834—1844).
Кроме того, Вильгельм Друман — автор научных трудов:
- De ratione ac disciplina Romanorum literas artesque tractandi (1810);
- Ideen zur Geschichte des Verfalls der griechischen Staaten (1815);
- Versuch einer Geschichte des Verfalls der griechischen Staaten (1820);
- Schedae historicae quibus de rebus Ptolemaeorum agitur (1821) ;
- Historisch-antiquarische Untersuchungen über Aegypten' (1823);
- Grundriss der Kulturgeschichte (1847);
- Geschichte Bonifacius VIII (в 2 томах) (1852);
- Die Arbeiter und Kommunisten in Griechenland u. Rom (1860) и др.

Дочь Матильда (1824—1865) в 1852 вышла замуж за изобретателя, основателя известной фирмы Вернера Сименса.